# Exocentrus chatterjeei
Exocentrus chatterjeei es una especie de escarabajo longicornio del género Exocentrus, categorizada en la tribu Exocentrini, de la subfamilia Lamiinae. Fue descrita por Fisher en 1940.

## Descripción
Mide 4,5-5 mm de longitud.

## Distribución
Se distribuye por India.